# 双湖县
双湖县（藏語：མཚོ་གཉིས་རྫོང་།，威利转写：mtsho gnyis rdzong），前称双湖特别区（藏語：མཚོ་གཉིས་དམིགས་བསལ་སྲིད་འཛིན་ཁུལ་，威利转写：mtsho gnyis dmigs bsal srid 'dzin khul）是中华人民共和国西藏自治区那曲市西北部的一个县。面积116637平方公里，常住人口約1.1万人。

## 沿革
双湖所辖地域原属于申扎县。
- 双湖办事处的前身是1973年成立的申扎县加林工作组。1974年初，加林工作组开赴无人区，在加林山脚下的俄东沟（今尼玛县荣玛乡境内）安营扎寨。因加林山而得名。
- 1975年底，西藏自治区党委批准申扎县尼玛区、吉瓦区的3个乡（即尼玛区北措折乡，吉瓦区俄久美、俄久道乡）、文部区的1个乡（即来多强玛乡）、申扎区的1个公社（即嘎措公社），以及班戈县的色瓦区（包括色瓦、多玛、巴岭、买玛4个乡）的牧民北迁无人区，组建双湖办事处。
- 1976年2月，设立双湖办事处。直接隶属那曲地区。那曲地区革委会主任洛桑丹珍兼任办事处党委书记、主任。至1977年底，双湖办事处基本完成牧民及牲畜的北迁与安置工作。
- 1983年起，双湖办事处所辖地域改属于新设立的尼玛县，但双湖办事处继续由那曲地区直接领导。
- 1993年8月，双湖办事处改称尼玛县双湖特别区，但双湖特别区继续由那曲地区直接领导。
- 2012年11月正式设立为双湖县[2][3]。 县政府驻多玛乡索嘎鲁玛社区，海拔4938米。

## 人口
截至2020年11月1日零時，雙湖縣常住人口為10881人。
2008年人口11482人，其中牧业人口10377人。辖1镇6乡，共计31个行政村。

## 地理环境
本区地广人稀，气候寒冷干旱，主要为干寒和半荒漠草场。自然资源有硼、砂金、锡、铬铁、盐、油頁岩、玉石、云母、紫水晶等。牧业饲养牦牛、绵羊和山羊。特产有羊绒和扎加藏布河中的无鳞鱼。

## 行政区划
双湖县下辖1个镇、6个乡：
措折罗玛镇、协德乡、雅曲乡、嘎措乡、措折强玛乡、多玛乡和巴岭乡。

## 交通
- 317国道、 692国道